# Социалистическое движение Казахстана
Социалистическое движение Казахстана (каз. Қазақстанның Социалисттік Қозғалысы) — незарегистрированная марксистская молодёжная политическая организация партийного типа. Проявляет активность в ряде городов Казахстана, в основном — Алма-Ате. Изначально стояла на троцкистских позициях, являлась секцией Комитета за рабочий интернационал, но в Казахстане; в 2016 году приняла участие в Международной встрече коммунистических и рабочих партий, на которых представлены преимущественно компартии сталинистского и ортодоксального толка.
До 7 мая 2011 года  организация называлась Социалистическое сопротивление Казахстана (СоцСопр).

## Идеология

### Цели и задачи
Заявленными целями Социалистического сопротивления Казахстана являются:
- Построение массовой левой партии, способной бороться за интересы большинства, противостоять политике нынешнего режима и «алчности транснациональных корпораций», «обывательскому» сознанию «аполитичного» большинства и агрессивной массовой культуре[7].

- Изменение «старой», «насквозь прогнившей» и «несправедливой» системы. Построение нового социалистического строя, основанного на общественной собственности, нетоварном производстве и нерыночной экономике.

### Оценка исторических событий
Согласно программным документам организации единственной силой, способной коренным образом преобразовать общество, является рабочий класс, в связи с чем организация выступает за объединение трудящихся в мировом масштабе, на основе общности интересов и целей, как единственно возможный способ уничтожения мировой капиталистической системы.
В качестве промежуточного этапа перехода от капитализма к социализму представляется период так называемой рабочей власти, роль которого заключается в подавлении сопротивления буржуазии, подъёме производительных сил, повышении культурного и образовательного уровня трудящихся, ликвидации разделения труда и отношений частной собственности. Решение этих задач и возлагается на рабочее государство, основанное на общественной собственности на средства производства, демократической плановой экономике, рабочем контроле и управлении.
Организация поддерживает борьбу за основные демократические права — свободу слова, печати, создания общественных организаций, однако эта борьба представляется неразрывно связанной с борьбой за свержение капитализма, как системы, «не способной обеспечить существования подлинно демократического общества». Также осуждаются национализм и государственный патриотизм, как идеологии, призванные отвлекать трудящихся от необходимости международной солидарной борьбы за классовые интересы.
Октябрьская революция 1917 года оценивается положительно, как победа российского рабочего класса, приведшая к созданию государства диктатуры пролетариата и основных предпосылок к построению социализма. Последующий период истории СССР рассматривается как процесс бюрократического перерождения, постепенного вытеснения рабочей демократии бюрократическим управлением.
Согласно позиции организации, социализм не был построен ни в СССР, ни в Китае и КНДР, ни на Кубе, ни в странах Восточной Европы.
Несмотря на активную критику природы СССР со стороны СоцСопра, его крушение организация рассматривает как поражение не только рабочего класса стран, образовавшихся на постсоветском пространстве, но и всего международного рабочего движения. Плановая экономика Советского Союза, несмотря на все недостатки, вызванные произволом и некомпетентностью бюрократии, представляется более эффективной, по сравнению с рыночной экономикой капиталистических стран.

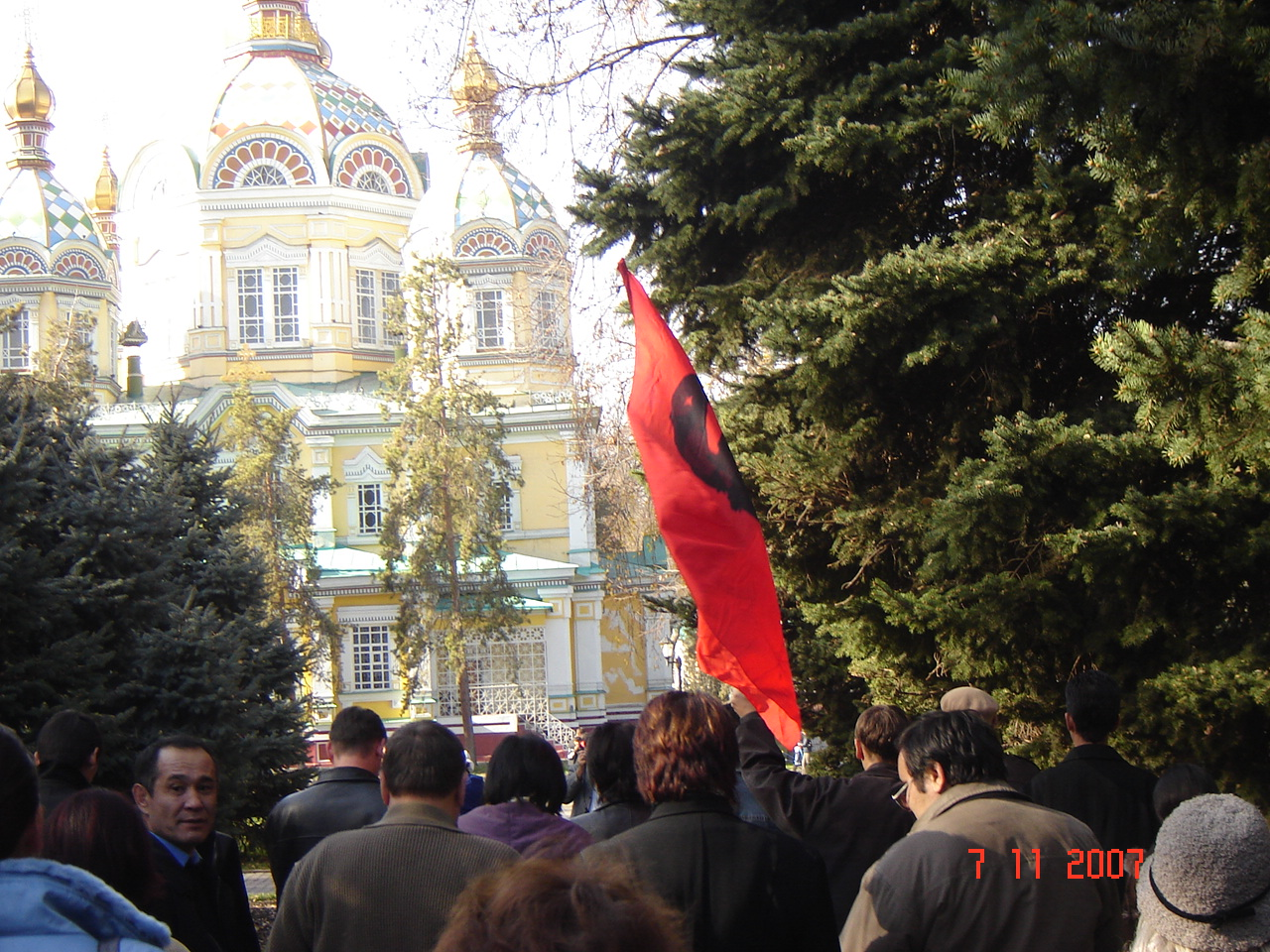
2007 год. Шествие Социалистического Сопротивления.

### Идеал общественного устройства
Свободное, культурное, образованное, здоровое общество, главными ценностями которого являются труд, творческая и социальная самореализация, самосовершенствование, человеческие взаимоотношения, социальное равенство, солидарность, братство, жертвенность, коллективизм и гуманизм. Общество, в котором подвергаются анафеме страсть к потреблению, товарный фетишизм, воинствующий индивидуализм, эгоизм, стяжательство, мещанство, конформизм, косность и интеллектуальная ограниченность. Гражданам должны быть предоставлены бесплатное образование и медицина, обеспеченный труд и жильё каждому.

## История

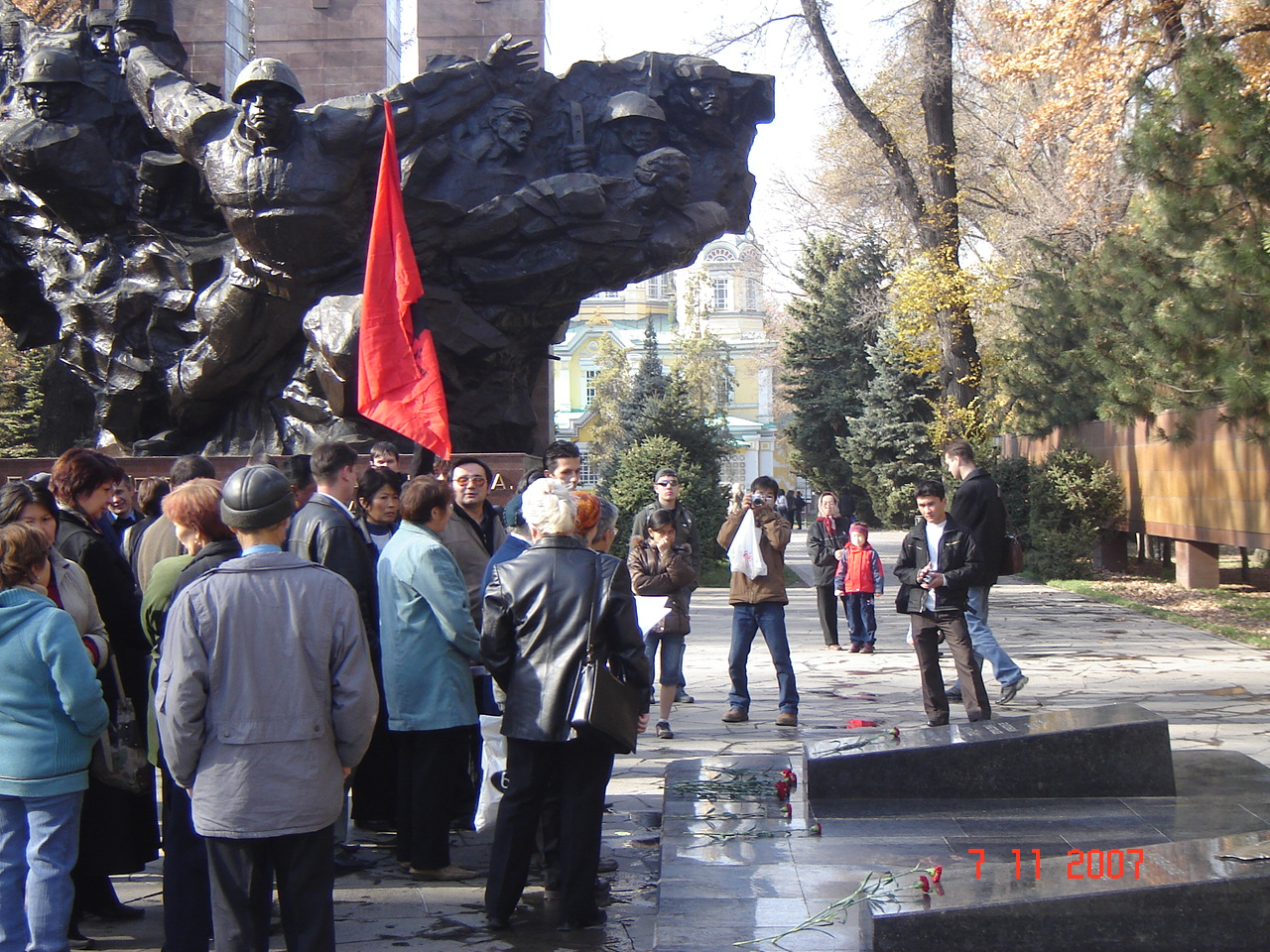
7 ноября 2007 года. Несанкционированная акция Социалистического сопротивления. Возложение цветов павшим красногвардейцам в годы гражданской войны.

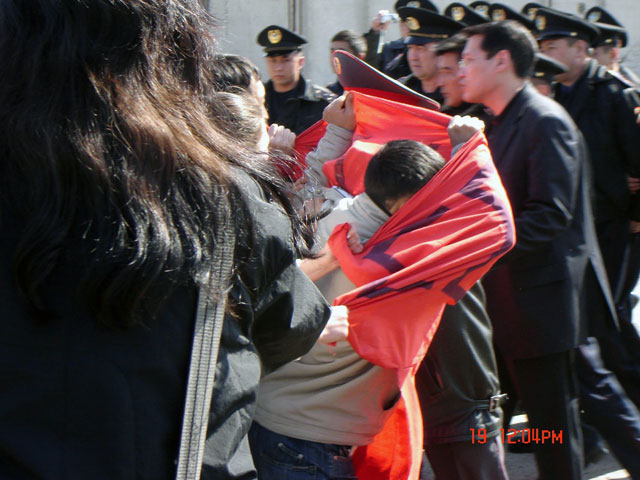
2006 год. Прорыв Социалистическим сопротивлением полицейского оцепления.

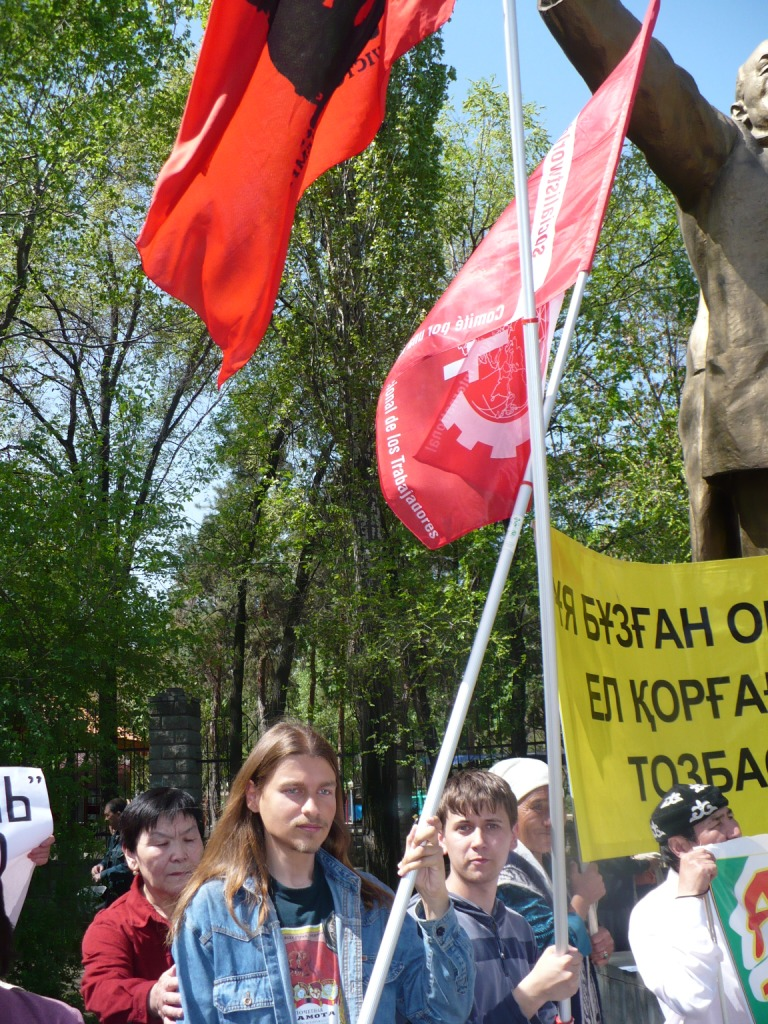
2008 год. Знамёна Социалистического сопротивления.

Основным методом работы организации являются акции гражданского неповиновения (митинги, пикеты, акции прямого действия и другие).
Первым после учредительного съезда организации мероприятием стал проведённый 23 февраля 2006 года рок-концерт под лозунгом «Рок за бесплатное образование», в котором приняли участие ряд алматинских групп.
С марта 2006 года одной из основных тем для акций СоцСопра стала жилищная проблема города Алма-Аты. 20 марта 2006 года более трехсот жителей алматинского микрорайона «Шанырак» с присутствием ряда активистов СоцСопра собрались на митинг протеста против попыток сноса их жилья построенного на землях. В итоге полицией была жестоко избита одна девушка, задержано 30 человек, 16 были осуждены административным судом.
14 июля 2006 года произошло массовое столкновение около 1000 жителей «Шанырака» с отрядами СОБРа, по итогам которого свыше 40 полицейских ранено, из них пятеро в тяжелейшем состоянии, один погиб, со стороны шаныракцев было также много раненых, однако большинство из них не обратились к врачам. На месте событий были развернуты несколько флагов и транспарантов СоцСопра, по собственным словам активист СоцСопра Данияр Еникеев был ранен.
20 августа и 2 сентября 2006 года СоцСопром были проведены выставки фотографий событий в Шаныраке на Алматинском Арбате и в парке 28-ми панфиловцев. В обоих случаях все участники акции (5 и 4 человек соответственно) были задержаны.
8 сентября 2006 года СоцСопр был проведён несанкционированный пикет офиса строительной компании «Куат», 5 человек было схвачено охранниками компании, из них трое избито.
23 сентября 2006 года СоцСопр принял участие в митинге протеста против массовых сносов домов в Алма-Ате. 6 октября 2006 года организацией был проведён несанкционированый пикет Департамента внутренних дел города Алма-Аты в поддержку заключённых шаныраковцев. В итоге несколько активистов получили различные административные взыскания в виде адмареста и штрафов.
14 октября 2006 года в поддержку арестованного на предыдущем пикете активиста СоцСопра был проведён несанкционированный пикет приемника распределителя, в котором он отбывал срок. 5 человек было задержано, лидер СоцСопра Айнур Курманов был осужден на 5 суток адмареста.
5 апреля 2007 года после несанкционированного пикета СоцСопра и жителей Алма-Аты офисного здания ГКП «Алматыжер», лидер СоцСопра Айнур Курманов был задержан на одни сутки и оштрафован на 10 минимальных расчётных показателей.
Начиная с июня 2007 года СоцСопр начал проводить акции так называемого монархистского движения Нур-Отар, где активисты в масках баранов восхваляли действующую власть. 8 июня 2007 года в Алма-Ате была проведена первая акция, все 11 участников которой были задержаны. В течение недели аналогичные акции прошли в Актобе и Таразе, никто из участников не был задержан.
3 октября 2007 года активисты СоцСопра приняли участие в несанкционированном пикете Алматинского городского суда.
7 ноября 2007 года СоцСопр провёл возложение цветов красногвардейцам павшим в годы гражданской войны и пикетирование здания судоисполнителей Алма-Аты, после которого лидер СоцСопра Айнур Курманов был осужден на 15 суток ареста.
21 января 2008 года жители Алма-Аты при участии нескольких активистов СоцСопра несанкционированно пикетировали районный акимат города Алма-Аты.
23 февраля 2008 года СоцСопр принял участие в митинге, посвящённом 90-летию РККА в Алма-Ате.
16 апреля 2008 года была проведена очередная акция «Нур-Отара» в Алма-Ате.
24 апреля 2008 года активисты СоцСопра приняли участие в митинге «Защитим своё право на жизнь!».
30 августа 2008 года прошла акция «Нур-Отара» в Алма-Ате, 4 участника были задержаны, а лидер СоцСопра Айнур Курманов был осужден на 15 суток.
11 октября 2008 года активисты организации приняли участие в митинге «Защитим своё конституционное право на жильё!».
7 ноября 2008 года СоцСопр принял участие в митинге, посвящённом Великой Октябрьской революции.
Вечером 22 сентября 2009 года в посёлке Отеген Батыр произошло нападение на лидера организации — Айнура Курманова. Двое неизвестных напали на него, нанося удары тупыми предметами, не произнеся ни слова и не обыскивая карманов. Айнур получил сотрясение мозга, в больнице было наложено шесть швов на голове, а также произошла травматическая ампутация пальца.
4 мая 2010 года в Алма-Ате прошла акция против ареста Айнура Курманова, двое активистов СоцСопра, Тихонов Дмитрий и Кенжебаев Алькен были на месте задержаны.
7 мая 2011 года в Алматы прошла четвёртая конференция объединения «Казахстан 2012», на которой было принято решение преобразоваться в Социалистическое движение Казахстана.
В августе 2012 года СДК начало республиканскую кампанию против повышения пенсионного возраста и других реформ правительства Нурсултана Назарбаева, составляющих программу «20 шагов к обществу всеобщего труда».